# Östra Göinge kommun
Östra Göinge kommun er en kommune i Skåne län (Skåne) i Sverige.

## Byer i kommunen
- Knislinge
- Broby (kommunesæde)
- Glimåkra
- Sibbhult
- Hanaskog
- Immeln
- Hjärsås
- Östanå